# Watkyn Vaughan († 1504)

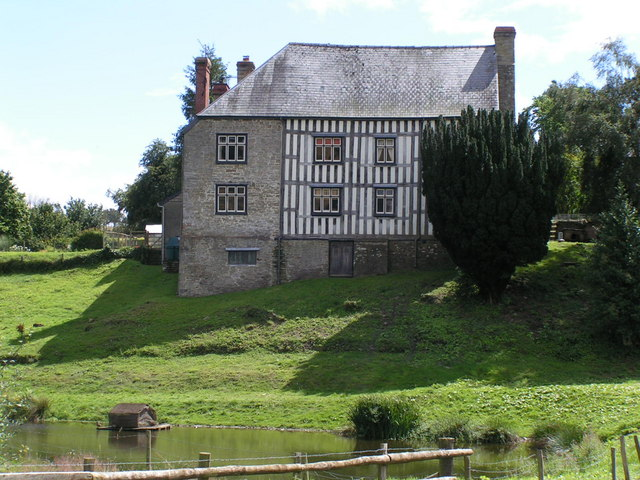
Hergest Court, das Herrenhaus von Watkyn Vaughan

Watkyn Vaughan (auch Watkyn ap Thomas ap Roger Fychan) († 6. Januar 1504) war ein walisischer Adliger. 
Watkyn Vaughan war der älteste Sohn von Thomas ap Roger Vaughan und von dessen Frau Elen Gethin. Sein Vater fiel 1469 in den Rosenkriegen, worauf er Hergest Court bei Kington in Herefordshire erbte. Zwischen 1475 und 1499 verwaltete er für seinen Cousin William Herbert, Earl of Huntingdon und für dessen Eben die Burg und Herrschaft Huntington, daneben verwaltete er auch für seinen Cousin Thomas Vaughan von Tretower die Herrschaft Brecknock. Bekannt wurde Watkyn jedoch vor allem durch die Förderung von walisischen Dichtern. In seinem Haus wurde das Red und das White Book of Hergest verwahrt, und Dichter wie Tudur Penllyn lobten ihn überschwänglich.
Er heiratete Sybil Baskerville, eine Enkelin von Walter Devereux. Mit ihr soll er neun Kinder gehabt haben, darunter: 
- James Vaughan
- Roger Vaughan ⚭ Ellen Cornewall